# Фёдоров, Митрофан Семёнович
Митрофан Семёнович Фёдоров (18 мая (30 мая) 1870, слобода Ситниково, Острогожский уезд, Воронежская губерния Российская империя — 1942, Ленинград, СССР) — российский и советский художник, педагог.

## Биография
В 1891 году окончил Воронежскую духовную семинарию. Интерес к изобразительному искусству проявился у него в Воронеже, где он начал заниматься у художника Л. Г. Соловьева (1889), с которым не порывал отношений в течение многих лет.
В 1901 окончил Высшее художественное училище при Императорской Академии художеств, ученик И. Репина (живопись), который отметил уже первую картину будущего живописца «Опричники зимним утром», и В. Матэ (гравюра по дереву и на меди).
После окончания Академии художеств стажировался в Италии и Германии.
В 1902 г. Федоров приехал в Харьков, где жил и работал около 30 лет.
Один из организаторов и преподавателей (1902—1913) Харьковское художественное училище, Харьковского художественного техникума (1921—1924) и художественного института в Харькове (1925—1934).
С 1934 г. преподавал в Всероссийской академии художеств (Ленинград, 1934—1937). В числе его учеников Лев Каплан.
Погиб во время блокады Ленинграда от прямого попадания бомбы в его дом.

## Творчество
В своём творчестве стоял на твердой академической основе, что не мешало его поискам в искусстве. М. Фёдоров входил в группу харьковских художников «Кольцо», близкую по своим принципам к зачинателям авангарда в России — группе «Бубновый валет».
Работал в жанре тематической картины, пейзажа, портрета.
Участник многих выставок в России и на Украине. Персональные выставки состоялись в Харькове (1970) и Киеве (1971).
Произведения М. С. Фёдорова хранятся в художественных музеях Санкт-Петербурга, Киева, Харькова, Ульяновска, Воронежа и др.

## Избранные работы
- «Юродивая» (1901),
- «Крестьянка» (1902),
- «Тишина» (1908),
- «Курсистка»,
- портреты (среди других «Автопортрет» — 1904);
- пейзажи («Лунная ночь на Донбассе» — 1933, «Осенний этюд», «Снежная зима» и «В парке» — 1940) и др.